# Neuseeländische Frauen-Cricket-Nationalmannschaft in den West Indies in der Saison 2022/23
Die Tour der neuseeländischen Frauen-Cricket-Nationalmannschaft in die West Indies in der Saison 2022/23 fand vom 19. September bis zum 6. Oktober 2022 statt. Die internationale Cricket-Tour war Bestandteil der Internationalen Cricket-Saison 2022/23 und umfasste drei WODIs und fünf WTwenty20s. Neuseeland gewann die WODI-Serie 2–1 und die WTwenty20-Serie 4–1.

## Vorgeschichte
Für beide Mannschaften war es die erste Tour der Saison. Das letzte Aufeinandertreffen der beiden Mannschaften bei einer Tour fand in der Saison 2017/18 in Neuseeland statt.

## Stadion
Das folgende Stadion wurde für die Austragung der Tour ausgewählt.
| Stadt       | Land                | Stadion                     | Kapazität | Spiele                     |
| ----------- | ------------------- | --------------------------- | --------- | -------------------------- |
| North Sound | Antigua und Barbuda | Sir Vivian Richards Stadium | 10.000    | 1. – 3. WODI; 1. – 5. WT20 |

## Kaderlisten
Neuseeland benannte seine Kader am 1. September 2022.
Die West Indies benannten ihren WODI-Kader am 13. September 2022.
| WODI | WODI | WTwenty20 | WTwenty20 |
| West Indies | Neuseeland | West Indies | Neuseeland |
| --- | --- | --- | --- |
| - Hayley Matthews (K) - Aaliyah Alleyne - Stafanie Taylor - Shemaine Campbelle (wk) - Shamilia Connell - Afy Fletcher - Cherry-Ann Fraser - Shabika Gajnabi - Jannillea Glasgow - Sheneta Grimmond - Chinelle Henry - Natasha McLean (wk) - Chedean Nation - Kyshona Knight - Karishma Ramharack - Shakera Selman - Rashada Williams (wk) | - Sophie Devine (K) - Suzie Bates - Eden Carson - Lauren Down - Izzy Gaze (wk) - Maddy Green - Brooke Halliday - Hayley Jensen - Fran Jonas - Amelia Kerr - Jess Kerr - Molly Penfold - Georgia Plimmer - Hannah Rowe - Lea Tahuhu | - Hayley Matthews (K) - Shakera Selman (VK) - Aaliyah Alleyne - Shamilia Connell - Afy Fletcher - Cherry-Ann Fraser - Shabika Gajnabi - Sheneta Grimmond - Chinelle Henry - Natasha McLean (wk) - Chedean Nation - Kyshona Knight - Karishma Ramharack - Rashada Williams (wk) | - Sophie Devine (K) - Suzie Bates - Eden Carson - Lauren Down - Izzy Gaze (wk) - Maddy Green - Brooke Halliday - Hayley Jensen - Fran Jonas - Amelia Kerr - Jess Kerr - Molly Penfold - Georgia Plimmer - Hannah Rowe - Lea Tahuhu |

## Women’s One-Day Internationals
Ursprünglich sollte das erste WODI am 16. September stattfinden, musste jedoch auf Grund von Sturm Fiona verschoben werden.

### Erstes WODI in North Sound
| 19. September Scorecard | North Sound | West Indies 168-7 (35/35)                  | – | Neuseeland 159-5 (33/35) |
|                         |             | Neuseeland gewinnt mit 5 Runs (D/L method) |   |                          |

Neuseeland gewann den Münzwurf und entschied sich als Feldmannschaft zu beginnen. Als Spielerin des Spiels wurde Suzie Bates ausgezeichnet.

### Zweites WODI in North Sound
| 22. September Scorecard | North Sound | West Indies 169-9 (50)           | – | Neuseeland 171-8 (40.1) |
|                         |             | Neuseeland gewinnt mit 2 Wickets |   |                         |

Die West Indies gewannen den Münzwurf und entschieden sich als Schlagmannschaft zu beginnen. Als Spielerin des Spiels wurde Maddy Green ausgezeichnet.

### Drittes WODI in North Sound
| 25. September Scorecard | North Sound | West Indies 168 (48.1)            | – | Neuseeland 169-6 (43.4) |
|                         |             | West Indies gewinnt mit 4 Wickets |   |                         |

Neuseeland gewann den Münzwurf und entschied sich als Schlagmannschaft zu beginnen.  Als Spielerin des Spiels wurde Stafanie Taylor ausgezeichnet.

## Women’s Twenty20 Internationals

### Erstes WTwenty20 in North Sound
| 28. September Scorecard | North Sound | West Indies 115 (20)          | – | Neuseeland 114-9 (20) |
|                         |             | West Indies gewinnt mit 1 Run |   |                       |

Neuseeland gewann den Münzwurf und entschied sich als Feldmannschaft zu beginnen.  Als Spielerin des Spiels wurde Chinelle Henry ausgezeichnet.

### Zweites WTwenty20 in North Sound
| 1. Oktober Scorecard | North Sound | West Indies 107-5 (20)           | – | Neuseeland 108-4 (19.5) |
|                      |             | Neuseeland gewinnt mit 6 Wickets |   |                         |

Neuseeland gewann den Münzwurf und entschied sich als Feldmannschaft zu beginnen.  Als Spielerin des Spiels wurde Chinelle Henry ausgezeichnet.

### Drittes WTwenty20 in North Sound
| 2. Oktober Scorecard | North Sound | West Indies 93-9 (20)            | – | Neuseeland 94-5 (18.4) |
|                      |             | Neuseeland gewinnt mit 5 Wickets |   |                        |

Neuseeland gewann den Münzwurf und entschied sich als Feldmannschaft zu beginnen. Als Spielerin des Spiels wurde Maddy Green ausgezeichnet.

### Viertes WTwenty20 in North Sound
| 5. Oktober Scorecard | North Sound | West Indies 111-4 (20) / 15/0 (1)                | – | Neuseeland 111-9 (20) / 18/0 (1) |
|                      |             | Unentschieden (Neuseeland gewinnt im Super Over) |   |                                  |

Die West Indies gewannen den Münzwurf und entschieden sich als Feldmannschaft zu beginnen. Als Spielerin des Spiels wurde Amelia Kerr ausgezeichnet.

### Fünftes WTwenty20 in North Sound
| 6. Oktober Scorecard | North Sound | West Indies 101-8 (20) | – | Neuseeland 102-5 (20) |
|                      |             |                        |   |                       |

Neuseeland gewann den Münzwurf und entschied sich als Feldmannschaft zu beginnen. Als Spielerin des Spiels wurde Maddy Green ausgezeichnet.

## Auszeichnungen

### Player of the Series
Als Player of the Series wurden der folgende Spieler ausgezeichnet.
| Serie | Player of the Series |
| ----- | -------------------- |
| WODI  | Amelia Kerr          |
| WT20  | Amelia Kerr          |

### Player of the Match
Als Player of the Match wurden die folgenden Spielerinnen ausgezeichnet.
| Spiel   | Player of the Match |
| ------- | ------------------- |
| 1. WODI | Suzie Bates         |
| 2. WODI | Maddy Green         |
| 3. WODI | Stafanie Taylor     |
| 1. WT20 | Chinelle Henry      |
| 2. WT20 | Suzie Bates         |
| 3. WT20 | Maddy Green         |
| 4. WT20 | Amelia Kerr         |
| 5. WT20 | Maddy Green         |